# イニャキ・ウルダンガリン
イニャキ・ウルダンガリン・リエバエルト（バスク語: Iñaki Urdangarin Liebaert, 1968年1月15日 - ）はスペインの元男子ハンドボール選手。

## 略歴
1968年10月5日、ギプスコア県スマラガでバスク系の父フアン・マリア・ウルダンガリン・ベリオチョアとベルギー系の母クレール・フランソワーズ・リーバルト・クールタンの間に生まれ、バルセロナで成長した。18歳の時にハンドボールのプロチームであるFCバルセロナに入団、2000年に現役引退するまでプレイを続けた。スペインのハンドボール界で最も成功した選手であり、40個以上のトロフィーを獲得している。また、ESADEで経営学を学び修士号を取っている。
オリンピックにはバルセロナ、アトランタ、シドニーの3大会に出場、シドニー大会ではキャプテンを務めた。
アトランタ大会の際にスペイン王女クリスティナと出会い、それがきっかけとなって翌1997年10月4日にバルセロナで2人は結婚した。クリスティナ王女には1代限りのパルマ・デ・マヨルカ公爵の称号がフアン・カルロス1世より授けられたため、ウルダンガリンはパルマ・デ・マヨルカ女公爵の配偶者としてパルマ・デ・マヨルカ公爵（Duque consorte de Palma de Mallorca）と呼ばれた。
クリスティナとの間に3男1女を儲けた。
- フアン・バレンティン（スペイン語版）（1999年 - ）
- パブロ・ニコラス（スペイン語版）（2000年 - ）
- ミゲル（スペイン語版）（2002年 - ）
- イレーネ（スペイン語版）（2005年 - ）

2001年4月4日からスペインオリンピック委員会のメンバーになり、2004年2月16日には委員長代理に選ばれている。
2013年2月、会長を務めていた非営利団体を通じ地元政府から資金を不正に取得していた疑惑が浮上、捜査当局から聴取を受けた。また、妻のクリスティナ王女も共謀の疑いが持たれている。
同年11月4日、スペインの予備判事はウルダンガリンの資産の差し押さえを命じた。
2015年6月12日、クリスティナは自ら申し出て、弟のフェリペ6世（前年6月に即位）によりパルマ・デ・マヨルカ公爵位を剥奪され、ウルダンガリンもパルマ・デ・マヨルカ公爵位を失った。
2017年2月17日、脱税などの罪で、スペインの裁判所から禁錮6年3カ月の有罪判決を受け、翌年6月18日にに収監された。2021年にアビラにある刑務所から出所した。
2022年1月24日、クリスティナ王女との離婚が報じられた。ウルダンガリンが別の女性と手を繋いで歩いている写真記事が報道されてから1週間後のことであった。翌23年に離婚が正式成立した。

## 脚注

イニャキ・ウルダンガリンの紋章